# Hyper-IgM-Syndrom Typ 1
Das Hyper-IgM-Syndrom Typ 1 (HIGM1) ist eine spezielle Form des seltenen Hyper-IgM-Syndromes, einer angeborenen Erkrankung mit erhöhtem Immunglobulin M und gleichzeitig vermindertem bis fehlendem Immunglobulin G und Immunglobulin A im Blutserum.
Synonyme sind: Hyper-IgM-Syndrom durch CD40-Liganden-Mangel; XHIGM; Hyper-IgM Immunodeficiency, X-LINKED; XHIM; Hyper-IgM Syndrome; HIGM; IHIS

## Verbreitung
Die Häufigkeit ist nicht bekannt, die Vererbung erfolgt X-chromosomal-rezessiv.
Dieser Typ gilt als der Häufigste in der Gruppe der Hyper-IgM-Syndrome.

## Ursache
Der Erkrankung liegen Mutationen im TNFSF5-Gen am Genort Xq26 zugrunde, welches für das Protein CD154 kodiert, das sich an den T-Lymphozyten findet.

## Klinische Erscheinungen
Die Erkrankung gehört mit dem Hyper-IgM-Syndrom Typ 3 zu  den Formen mit vermehrten Infektionen, einer erhöhten Infektionsneigung aufgrund des Immundefektes.
Entgegen isolierten Immundefekterkrankungen treten bei diesem Syndrom häufig Infektionen mit Pneumocystis carinii auf.

## Behandlung
Die Behandlung besteht in einer Substitutionstherapie.